# Divizia Națională 2003-2004
Divizia Națională 2003-2004 a fost cea de-a 13-a ediție a Diviziei Naționale de la fondarea ei. În această ediție numărul de cluburi participante a fost de 8.

## Clasament final
| Poz | Echipa                 | M  | V  | E  | Î  | GM | GP | Pct | Note                               |
| 1   | Sheriff Tiraspol       | 28 | 20 | 5  | 3  | 50 | 16 | 65  | Liga Campionilor 2004-2005 Runda I |
| 2   | Nistru Otaci           | 28 | 17 | 6  | 5  | 47 | 26 | 57  | Cupa UEFA 2004-2005 Runda I        |
| 3   | Zimbru Chișinău        | 28 | 14 | 7  | 7  | 40 | 23 | 49  | Cupa UEFA 2004-2005 Runda I        |
| 4   | FC Tiraspol            | 28 | 12 | 9  | 7  | 32 | 22 | 45  |                                    |
| 5   | Dacia Chișinău         | 28 | 9  | 8  | 11 | 26 | 28 | 35  |                                    |
| 6   | Tiligul-Tiras Tiraspol | 28 | 5  | 14 | 9  | 21 | 26 | 29  |                                    |
| 7   | Unisport-Auto Chișinău | 28 | 6  | 5  | 17 | 29 | 52 | 23  | Play-off retrogradare              |
| 8   | Agro-Goliador Chișinău | 28 | 1  | 2  | 25 | 14 | 66 | 5   | Retrogradată în Divizia "A"        |

## Play-off promovare
| FC Unisport-Auto Chișinău | 2 - 1 | FC Politehnica Chișinău |
| ------------------------- | ----- | ----------------------- |
|                           |       |                         |

## Topul golgheterilor
| Poz. | Jucător          | Club             | Goluri |
| ---- | ---------------- | ---------------- | ------ |
| 1    | Vladimir Șișelov | Zimbru Chișinău  | 15     |
| 2    | Iulian Bursuc    | Nistru Otaci     | 11     |
| 3    | Andrei Nesteruc  | Sheriff Tiraspol | 10     |
| 4    | Sergiu Jăpălău   | Dacia Chișinău   | 9      |
| 5    | Ruslan Barburoș  | Sheriff Tiraspol | 8      |
| 5    | Anatol Doroș     | Nistru Otaci     | 7      |
| 5    | Alexandru Golban | Dacia Chișinău   | 7      |